# Anurida stereoodorata
Anurida stereoodorata es una especie de cola de primavera (artrópodo) endémica de la cueva de Krubera-Voronja del sistema de cuevas de Krubera en Georgia. Es uno de los animales terrestres más profundos jamás encontrados en la Tierra, viviendo a> 1.800 metros (5.900 pies) por debajo de la entrada de la cueva.
Fue descubierto en la expedición del equipo CAVEX de 2010.